# 1-es metró (Nanking)
A nankingi metróhálózat 1-es jelzésű vonala a Majkaocsiao állomást és a Kínai Gyógyszerészeti Egyetemet köti össze. A vonal hossza 38,9 kilométer, amin 27 állomás található. Első szakaszát 2005. szeptember 3-án adták át. Bővítése jelenleg is folyik, az Ercsiaokungjüan állomásig vezető szakaszt a tervek szerint 2021-ben nyitják meg.

## Üzemidő
| Irány                              | Első | Utolsó |
| ---------------------------------- | ---- | ------ |
| Kínai Gyógyszerészeti Egyetem felé | 5:42 | 23:19  |
| Majkaocsiao felé                   | 5:47 | 23:27  |

## Állomáslista
|                                                          |                       |                                    |  |
| Majkaocsiao                                              | 迈皋桥                |                                    |  |
| Hungsan Állatkert                                        | 红山动物园            |                                    |  |
| Nanking pályaudvar                                       | 南京火车站            | 3-as vonal                         |  |
| Hszinmofanmalu                                           | 新模范马路            |                                    |  |
| Hszüanvumen                                              | 玄武门                |                                    |  |
| Kulou                                                    | 鼓楼                  | 4-es vonal                         |  |
| Csucsianglu                                              | 珠江路                |                                    |  |
| Hszincsiekou                                             | 新街口                | 2-es vonal                         |  |
| Csangfujüan                                              | 张府园                |                                    |  |
| Szansancsie                                              | 三山街                |                                    |  |
| Csunghuamen                                              | 中华门                |                                    |  |
| Antömen                                                  | 安德门                | 10-es vonal                        |  |
| Tienlungse                                               | 天隆寺                |                                    |  |
| Zsuancsientatao                                          | 软件大道              |                                    |  |
| Huasenmiao                                               | 花神庙                |                                    |  |
| Nanking-Déli pályaudvar                                  | 南京南站              | 3-as vonal S1-es vonal S3-as vonal |  |
| Suanglungtatao                                           | 双龙大道              |                                    |  |
| Hotingcsiao                                              | 河定桥                |                                    |  |
| Sengtajlu                                                | 胜太路                |                                    |  |
| Pajcsiahu                                                | 百家湖                |                                    |  |
| Hsziaolungvan                                            | 小龙湾                |                                    |  |
| Csusuanlu                                                | 竹山路                |                                    |  |
| Tienjintatao                                             | 天印大道              |                                    |  |
| Lungmientatao                                            | 龙眠大道              |                                    |  |
| Nankingi Orvosi Egyetem / Csiangszu Közgazdasági Egyetem | 南医大 / 江苏经贸学院 |                                    |  |
| Nankingi Híradástechnikai Egyetem                        | 南京交院              |                                    |  |
| Kínai Gyógyszerészeti Egyetem                            | 中国药科大学          |                                    |  |
|                                                          |                       |                                    |  |

## Fordítás
- Ez a szócikk részben vagy egészben  a   Line 1, Nanjing Metro című angol Wikipédia-szócikk fordításán alapul.  Az eredeti cikk szerkesztőit annak laptörténete sorolja fel. Ez a jelzés csupán a megfogalmazás eredetét és a szerzői jogokat jelzi, nem szolgál a cikkben szereplő információk forrásmegjelöléseként.
- Ez a szócikk részben vagy egészben  a(z)   南京地铁1号线 című kínai Wikipédia-szócikk fordításán alapul.  Az eredeti cikk szerkesztőit annak laptörténete sorolja fel. Ez a jelzés csupán a megfogalmazás eredetét és a szerzői jogokat jelzi, nem szolgál a cikkben szereplő információk forrásmegjelöléseként.